# Kitsman
Kitsman (en ucraniano: Кіцмань) es un pueblo ucraniano perteneciente al óblast de Chernivtsí. Situado en el oeste del país, es parte del raión de Chernivtsí y centro del municipio (hromada) homónimo.

## Toponimia
En todos los idiomas de importancia local, la localidad se conoce con el nombre de Kitsman (en ruso: Кицмань; en alemán: Kotzmann; en yidis: קאצמאן‎; en rumano: Coțmani).
El nombre original (Cozmeni) se deriva del apellido rumano de Cozma y tenía el significado de "asentamiento familiar de Cozma". Según otras interpretaciones, el antiguo apellido Kitzman se originaron en la cultura judía, que gradualmente se había vuelto más común en partes del oeste de Ucrania. El nombre era ocupacional y derivado de raíces hebreas; acortando la frase kohen Tsedek ("sacerdote de la justicia").

## Geografía
Jliboka se encuentra al sur del río Prut, 23 km al norte de Chernivtsí, en la región histórica de Bucovina.

## Historia
La primera mención histórica de Kitsman data de 1413 y también aparece en el escudo de la ciudad. Los bosques de Kuzmin, bosques situados entre los valles de Siret y Prut, reciben su nombre porque por ellos pasan las carreteras que conectan Suceava (capital medieval del principado de Moldavia) con lo que entonces era su ciudad fronteriza de Cozmin.
El principado de Moldavia fue invadido por el ejército del Imperio ruso como escenario de una guerra ruso-turca y durante la ocupación rusa, el mariscal de campo Piotr Rumiántsev ordenó un censo. Según este censo, la población de Cozmeni/Kitsman en 1774 estaba compuesta por 105 familias rumanas, una judía y 15 "rusas" (abarcaba a los rutenos, los rusos moscovitas y los lipovanos, todos juntos en el censo citado).
Después de que Bucovina fuera ocupada por el Imperio austríaco en 1774 hacia el final de la guerra ruso-turca (1768-1774), esto se confirmó en el tratado de Küçük Kaynarca en 1775, oficialmente como agradecimiento por los “servicios de mediación” de Austria entre los oponentes de la guerra. Como resultado, Kitsman pasó a formar parte de Austria, primero en el reino de Galitzia y Lodomeria, y desde 1849 en la recién fundada tierra de la corona del ducado de Bucovina. En 1780 se abrió aquí la primera escuela primaria de Bucovina, en 1798 se le concedieron los derechos de ciudad y fue la sede de la administración del kreis de Kotzman. Desde una perspectiva étnica, el Imperio austrohúngaro apoyó la rutenización, para mantener a los moldavos nativos alejados de Rumania; mientras que desde una perspectiva religiosa, los austriacos promovieron la Iglesia católica bizantina, para mantener a la población alejada de la iglesia ortodoxa rusa. Bajo la influencia de los acontecimientos revolucionarios de la revolución rusa de 1905, los trabajadores de Cozmeni exigieron el derecho al sufragio universal.
Después de la Primera Guerra Mundial, Bucovina pasó a formar parte del reino de Rumania y Kitsman se convirtió en una ciudad fronteriza con Polonia. Durante el período de dominio rumano (1918-1944), las autoridades rumanas veían a los ucranianos locales como rumanos rutenizados e intentaron revertir ese proceso dando prioridad a la escolarización en rumano. 
En junio de 1940, Kitsman fue ocupada por el Ejército Rojo, junto con el norte de Bucovina y Besarabia, tras el pacto Ribbentrop-Mólotov. Después del inicio de la Segunda Guerra Mundial, Kitsman fue ocupada por tropas germano-rumanas y desde julio de 1941 hasta marzo de 1944 formó parte del reino de Rumania. Aquí se publica un periódico local desde el 1 de junio de 1941 y durante la guerra, la población fue deportada a la gobernación de Transnistria (la mayoría no volvió).
En 1956 Jliboka fue elevado a la categoría de asentamiento de tipo urbano, convirtiéndose en la sede del recién creado raión de Jliboka.
Hasta el 18 de julio de 2020, Kitsman sirvió como centro administrativo del raión de Kitsman. El raión fue abolido en julio de 2020 como parte de la reforma administrativa de Ucrania, que redujo el número de raiones del óblast de Chernivtsí a tres. El raión de Kitsman se dividió entre el raión de Chernivtsí y Vízhnitsia, con Kitsman quedando en el raión de Chernivtsí.En 2023, Kitsman perdió el estatus de asentamiento de tipo urbano debido a la eliminación de este estatus administrativo.

## Demografía
La evolución de la población de Kitsman entre 1930 y 2022 fue la siguiente:
| 4918                                                          | 4900 | 6765 | 7604 | 9471 | 9500 | 7608 | 6995 | 6762 | 6049 |
| (Fuente: Cities & Towns of Ukraine y UKRAINE: Größere Städte) |      |      |      |      |      |      |      |      |      |

Según el censo de 2001, la lengua materna de la mayoría de los habitantes, el 97,13%, es el ucraniano; del 2,13%, el ruso.
En el censo de 1930, el 65,75% de los habitantes eran rutenos; el 13,15%, judíos; 10,55%, rumanos; el 6,4%, polacos; el 2,31%, alemanes; y rusos, el 1,56%. En cuanto a la religión, el 73,52% de la población eran ortodoxos; el 13,01%, judíos; el 8,84% eran católicos romanos; y el 3,86%, católicos bizantinos.

## Infraestructura

### Transporte
En Kitsman hay una estación de tren en la línea Chernivtsí-Ternópil. También forma parte de la autopista internacional M19 Kóvel-Chernivtsí.

## Personas ilustres
- Volodímir Ivasiuk (1949-1979): compositor y poeta de la ucraniano, conocido por su canción Chervona Ruta.
- Ani Lorak (1978): popular cantante ucraniana que quedó segunda en el Festival de Eurovisión 2008 con el tema "Shady Lady".

## Galería

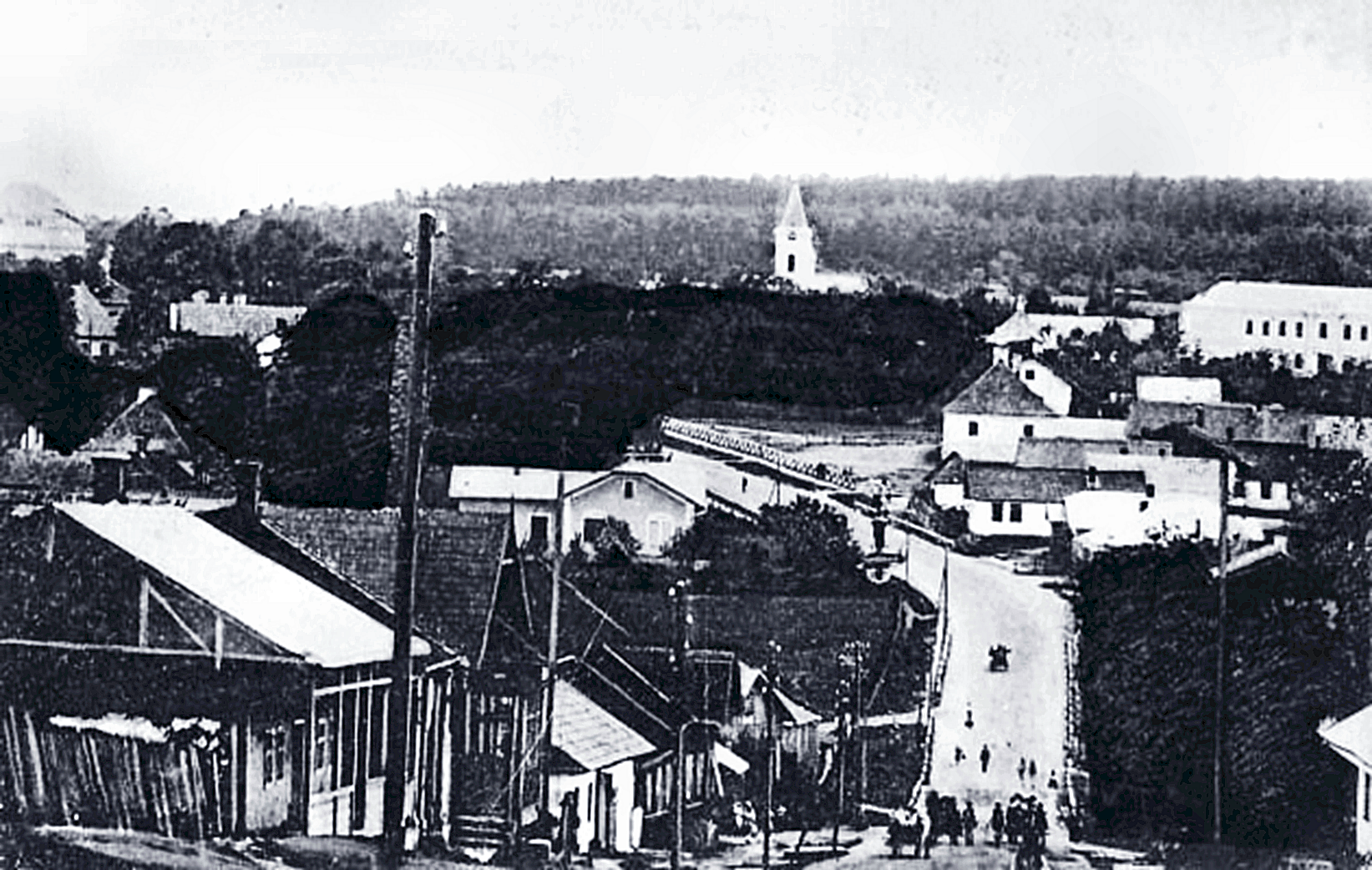
Kitsman en 1900
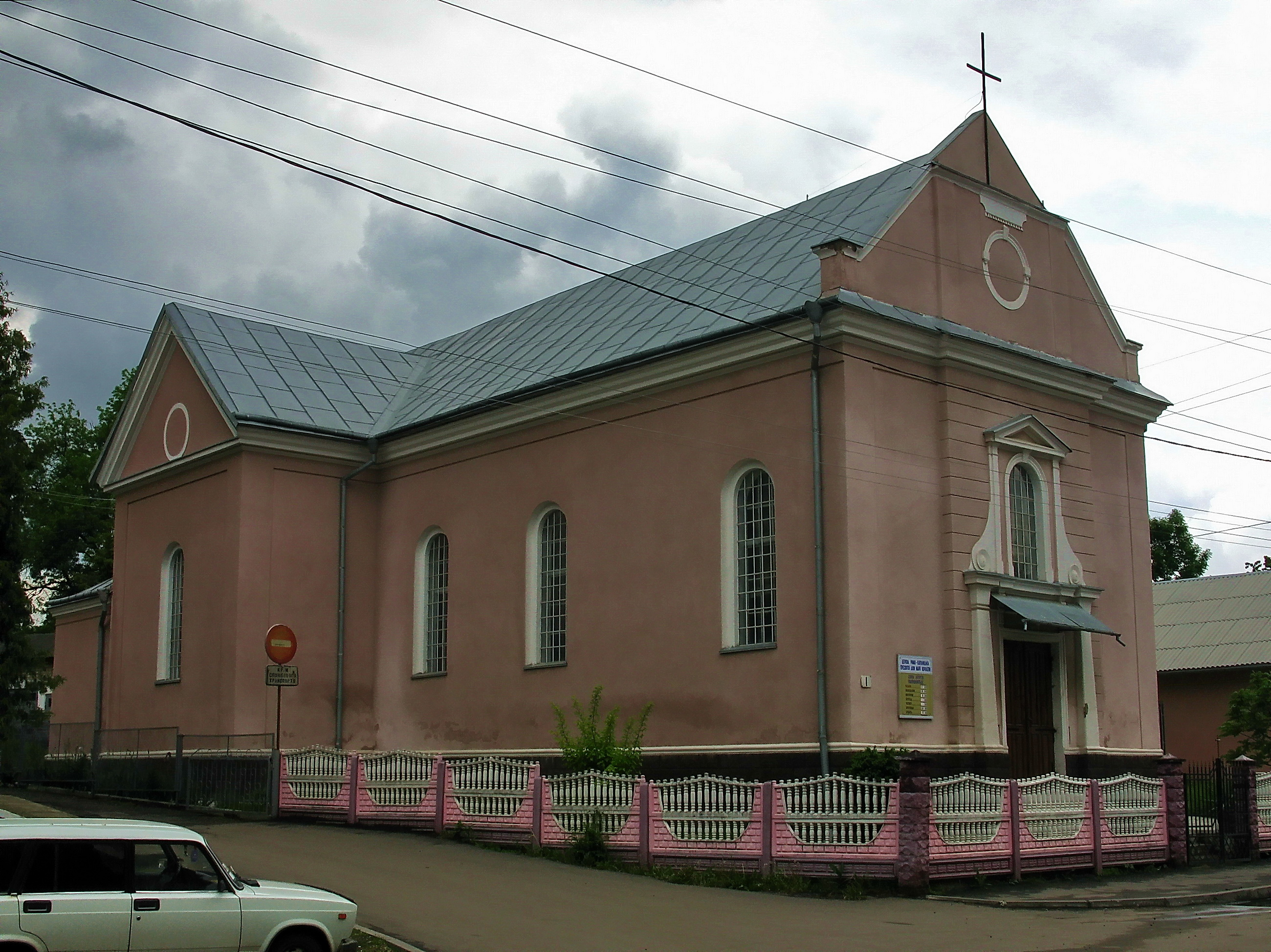
Iglesia de Kitsman
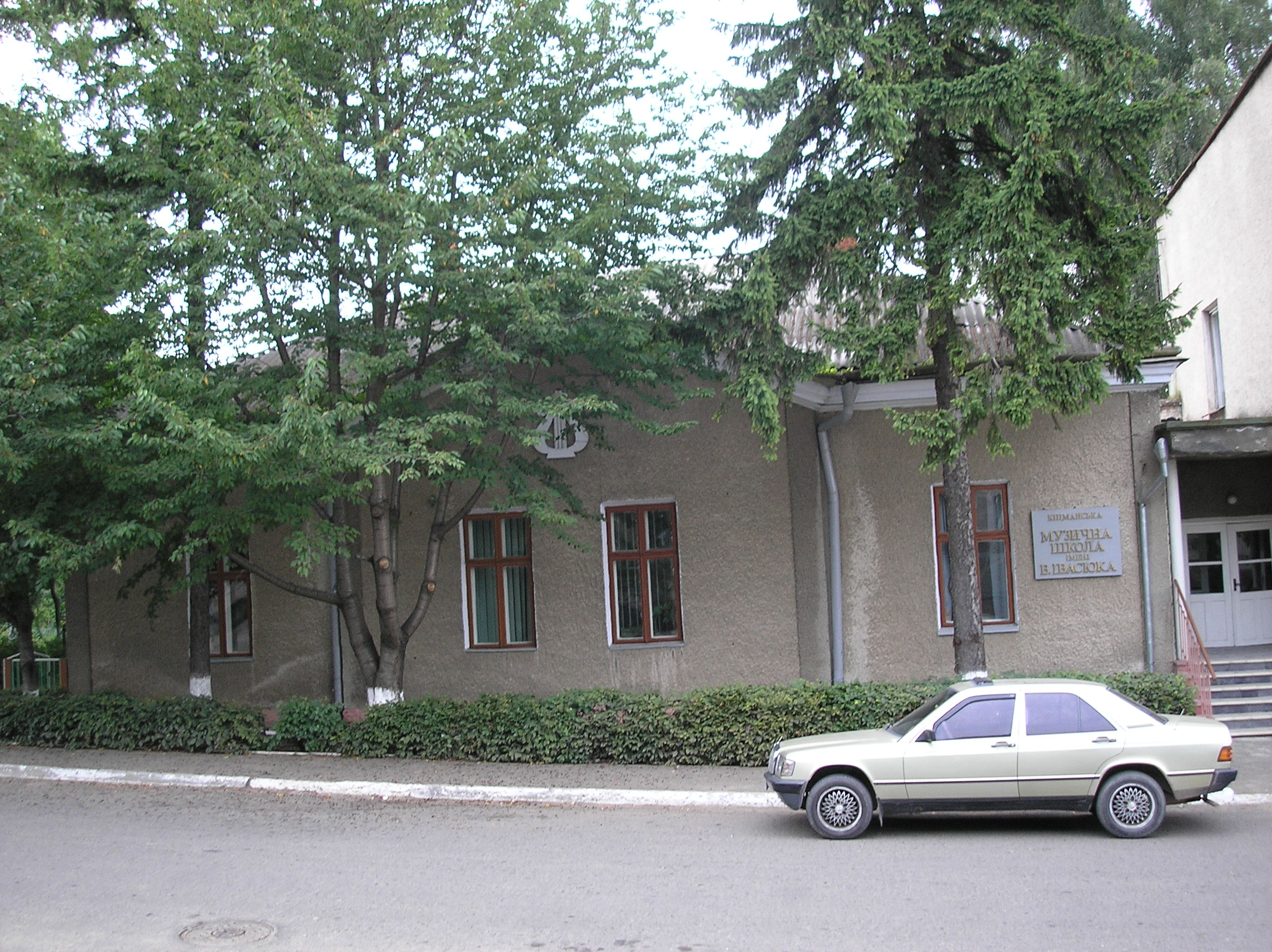
Casa-museo de Volodímir Ivasiuk
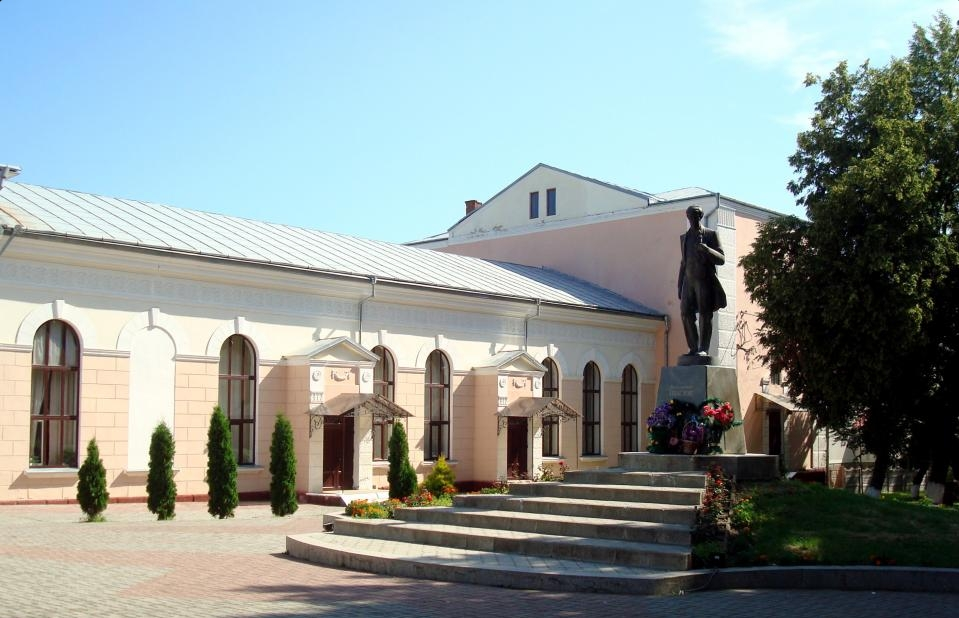
Monumento a Volodímir Ivasiuk